# 王增祺
王增祺（1955年—），汉族，中华人民共和国政治人物、第十一届全国政协委员。
加入中国致公党，担任致公党中央委员、致公党中央办公厅主任。2008年，当选第十一届全国政协委员，代表中国致公党，分入第十一组。并担任提案委员会专委。